# 林肯村 (加利福尼亞州)
林肯村（英語：Lincoln Village）是位於美國加利福尼亞州聖華金縣的一個人口普查指定地區。

## 地理
林肯村的座標為38°00′15″N 121°20′04″W / 38.00417°N 121.33444°W，而該地最高點為海拔高度4米（即13英尺）。

## 人口
根據2010年美國人口普查的數據，林肯村的面積為1.906平方千米，均為陸地。當地共有人口4381人，高于2000年人口普查的4216人。而人口密度為每平方千米2,298人。